# アタック拳
『アタック拳』（アタックけん）は、川崎のぼるによる日本の漫画、およびそれを原作としたテレビドラマ。『週刊少年サンデー』（小学館）にて1965年の37号から46号まで連載された。

## あらすじ
主人公・安宅拳太郎はバス車両を改造した移動レストラン「アタック軒」を営むが、実は日本で暗躍し始めた悪のギャング組織「ワールドパワー」に対抗すべく、警視庁直轄で設立された秘密諜報機関「ブラックフェニックス」のメンバー。突如送られてくる録音テープからの指令を受けると、見た目はポンコツだが特殊装備の専用車両で、バスに格納されている愛車Z10号を駆り、普段はガソリンスタンド店員として勤務する、仲間の戸川隆吉、由利子と協力して、ワールドパワーの野望を阻止するため、闘いに挑んでいく。

## テレビドラマ
1966年10月2日から1967年1月1日まで日本教育テレビ(NET)系で放送された、東映制作のコメディスパイアクションテレビドラマである。全14話、モノクロ作品｡
プロデューサーの山田正久は、本作品を『空手三四郎』『くらやみ五段』に続く格闘技三部作の一つとして位置付けている。東映・NET製作の『スパイキャッチャーJ3』と同じくスーパーカーの描写に特撮を用いているが、スパイ要素や特撮要素よりも生身のアクションを重視している。
- 本作品のポジフィルム現存状況ついて、東映には第1話『ツタンカーメン襲撃作戦』の保存が確認されており、第2話『笑う仮面男爵』以降は行方不明になっている。東映チャンネルで第1話が不定期に放映された。
- 本作品は主題歌入りのオープニング映像が『東映TV特撮主題歌大全集voi.1』に収録されてソフト化されている。全14話が収録された本編のDVD・ブルーレイは未発売。
- 2020年1月8日にベストフィールドから『往年の傑作テレビ映画 第1話特集』として『丸出だめ夫』・『アラーの使者』と共に保存されている第1話を収録したデジタルリマスター版のDVDが発売された（販売元・東映ビデオ）[2]。

### スタッフ
- 原作：川崎のぼる
- プロデューサー：山田正久、落合兼武
- 脚本：七条門 ほか
- 監督：奥中惇夫 ほか
- 撮影：島本賀章
- 美術：吹野志雄
- 編集：松谷正雄
- 助監督：天野利彦 ほか
- 音楽：佐藤允彦
- 主題歌：「アタック拳の歌」（作詞：藤島信人、作曲：原賢一、歌：野口正見、テイチク児童合唱団）
- 挿入歌：「カレーライスの歌」（作詞：藤島信人、作曲：原賢一、歌：武藤幸子、テイチク児童合唱団）
- 擬斗：三島一夫
- 製作：東映テレビプロ、日本教育テレビ(NET)

### キャスト
- 安宅拳太郎：高島英志郎
- 由利子：新井茂子
- 戸川隆吉：伊達正三郎
- しゃあないのとん平：鮎川浩
- ほうき屋：天草四郎
- 羽矢手大助：中原功二
- パーセント：梅沢昇
- 仮面男爵：江見俊太郎
- 鈴山美輔：市村俊幸
- ワールドパワー首魁の声：幸田宗丸
- 指令テープの声：綾川香

### 放送リスト
| 回 | 放送日        | サブタイトル              |
| -- | ------------- | ------------------------- |
| 1  | 1966年10月2日 | ツタンカーメン襲撃作戦    |
| 2  | 10月9日       | 笑う仮面男爵              |
| 3  | 10月16日      | 姿なき挑戦状              |
| 4  | 10月23日      | 急襲!暁の市街戦           |
| 5  | 10月30日      | RSロケット略奪作戦        |
| 6  | 11月6日       | 潜入指令0号 岸壁の対決    |
| 7  | 11月13日      | ゴールドランデブー計画    |
| 8  | 11月20日      | もう一人の仮面男爵        |
| 9  | 11月27日      | 狼男の正体をあばけ        |
| 10 | 12月4日       | 2億1千万円を追え          |
| 11 | 12月11日      | スパイ戦線を突破せよ      |
| 12 | 12月18日      | 空中大冒険                |
| 13 | 12月25日      | ドリームランドの対決      |
| 14 | 1967年 1月1日 | 特命ZZZ深く静かに潜行せよ |